# La Codonyera
|  | Aquest article tracta sobre el municipi de la Franja de Ponent. Vegeu-ne altres significats a «Codonyer». |

La Codonyera és una vila i municipi del Baix Aragó, històricament considerat del Matarranya.